# 河滩岩黄耆
河滩岩黄耆（学名：Hedysarum ferganense var. poncinsii）为豆科岩黄耆属下的一个变种。

## 扩展阅读
- 維基物種上的相關：河滩岩黄耆